# Wampe
La Wampe est un ruisseau de Belgique coulant en province de Hainaut, affluent de la Trouille, donc sous-affluent de l'Escaut par la Haine.